# Joe Cole
Joseph John Cole més conegut simplement com a Joe Cole és un futbolista anglès nascut a Romford (Londres) el 8 de novembre del 1981. És un migcampista ofensiu dretà que destaca majoritàriament per la seva tècnica, velocitat i capacitat de donar assistències de gol als seus companys d'equip. Actualment juga al Aston Villa F.C

## Clubs
El seu primer equip va ser el West Ham FC. Amb els "hammers" debutà amb 18 anys a la Premier League i va jugar un total de 125 partits entre els anys 1998 i 2003. L'any 2003 va aconseguir ser el "Hammer of the year", un títol entregat al millor jugador de la temporada del Westham. També el 2003 va ser fitxat per un altre equip de la mateixa ciutat, el Chelsea FC. Amb els "blues" disputà més de 180 partits marcant gairebé 28 gols. El seu contracte amb el Chelsea acabà el 30 de juny de 2010, deixant-lo com a agent lliure, això va permetre que el Liverpool FC el fitxara aquell mateix estiu. Durant la temporada 2011-2012 Cole jugà cedit al Lille OSC francès. El gener de 2013, Joe Cole firmà un contracte per 18 mesos amb l'equip en el qual va debutar a la Premier League, el West Ham.

## Internacional
Joe Cole va fer el seu debut amb la selecció anglesa absoluta el 25 de maig del 2001 davant de Mèxic en un partit amistós. El resultat final va ser de 4 - 0 a favor dels anglesos. Des de llavors ja ha disputat més de 30 partits on ha marcat 7 gols.
El 2002 va ser cridat per primera vegada pel llavors entrenador dels "pross", Sven-Göran Eriksson per participar en el seu primer esdeveniment important a Corea i Japó a causa de la Copa del món que es disputava aquell mateix any. Posteriorment també acabaria jugant la Copa d'Europa del 2004 i la Copa del món del 2006 on marcaria un excel·lent gol davant de Suècia en la primera fase.

## Gols com a internacional
| #  | Data                   | Lloc                       | Oponent          | Marcador | Resultat | Competició                                           |
| -- | ---------------------- | -------------------------- | ---------------- | -------- | -------- | ---------------------------------------------------- |
| 1  | 3 de juny de 2003      | Leicester, Anglaterra      | Sèrbia           | 2–1      | 2–1      | Partit amistós                                       |
| 2  | 16 de novembre de 2003 | Manchester, Anglaterra     | Dinamarca        | 2–1      | 2–3      | Partit amistós                                       |
| 3  | 26 de març de 2005     | Manchester, Anglaterra     | Irlanda del Nord | 1–0      | 4–0      | Classificació de la Copa del Món de futbol 2006-UEFA |
| 4  | 3 de Setembre de 2005  | Cardiff, Gal·les           | Gal·les          | 1–0      | 1–0      | Classificació de la Copa del Món de futbol 2006-UEFA |
| 5  | 1 de març de 2006      | Liverpool, Anglaterra      | Uruguai          | 2–1      | 2–1      | Partit amistós                                       |
| 6  | 20 de juny de 2006     | Colònia, Alemanya          | Suècia           | 1–0      | 2–2      | Copa del Món de Futbol de 2006                       |
| 7  | 6 de juny de 2007      | Tallinn, Estònia           | Estònia          | 1–0      | 3–0      | Classificació per a l'Eurocopa 2008                  |
| 8  | 20 d'agost de 2008     | Londres (Regne Unit)       | República Txeca  | 2–2      | 2–2      | Partit amistós                                       |
| 9  | 6 de Setembre de 2008  | Barcelona, Països Catalans | Andorra          | 1–0      | 2–0      | Classificació de la Copa del Món de futbol 2010-UEFA |
| 10 | 6 de Setembre de 2008  | Barcelona, Països Catalans | Andorra          | 2–0      | 2–0      | Classificació de la Copa del Món de futbol 2010-UEFA |

## Palmarès
West Ham United
- Copa Intertoto de la UEFA (1): 1999

Chelsea
- Premier League (3): 2004–05, 2005–06, 2009–10
- FA Cup (2): 2006–07, 2009–10
- Copa de la Lliga anglesa de futbol (2): 2004–05, 2006–07
- FA Community Shield (2): 2005, 2009